# Iiris Suomela
Iiris Suomela, född den 1 maj 1994, är en finländsk riksdagsledamot. Hon fungerade en tid som ordförande för de Gröna.

## Bakgrund och privatliv
Suomela är född i Tammerfors den 1 maj 1994. Hon tog studenten i IB-gymnasiet Atlantic College i Wales år 2013. Efter detta har hon studerat sociologi vid Tammerfors universitet.
Suomela är sambo med Matti Parpala som är stadsfullmäktige från samlingspartiets listor. De fick ett barn i november 2020.

## Politisk karriär
Suomela valdes till den andra ordförande för Grönas ungdomsförbund till året 2017 tillsammans med Jaakko Mustakallio. I kommunalvalet 2017 valdes Suomela in i Tammerfors stadsfullmäktige med 1981 röster. Hon förnyade sin mandat i valet 2021 med 1158 röster.
Suomela blev invald till riksdagen för första gången i valet 2019 med 4873 röster. Hon är riksdagens yngsta ledamot.
År 2018 var Suomela en av dem som satte igång medborgarinitiativet Suostumus2018 som syftade till att definiera sex utan samtycke som våldtäkt.
Suomela valdes till att vikariera för partiordförande Maria Ohisalo som blev föräldraledig från november 2021.
Suomela kandiderade i riksdagsvalet 2023 men blev inte invald. I januari 2024 började hon arbeta som intressebevakningschef för Teosto, Finlands Musikskapare, Finlands tonsättare och Finska Musikförläggareföreningen.